# Brăhășești
Brăhășești è un comune della Romania di 8 578 abitanti, ubicato nel distretto di Galați, nella regione storica della Moldavia.
Il comune è formato dall'unione di 4 villaggi: Brăhășești, Corcioveni, Cosițeni, Toflea.